# 1270-й стрелковый полк
1270-й стрелковый Ломжинский Краснознамённый  полк — воинская часть СССР (полк РККА) в Великой Отечественной войне, входил в состав 385-й стрелковой Кричевской Краснознамённой ордена Суворова дивизии. 29 сентября 1944 года за отличные боевые действия при освобождении города-крепости Ломжа Приказом Верховного Главнокомандующего, 1270-му стрелковому полку присвоено почётное наименование «Ломжинский». Полк участвовал в боевых действиях с января 1942 года.

## Формирование

Боевое Знамя 1270-го стрелкового полка

1270-й стрелковый полк был сформирован на основании приказа Среднеазиатского военного округа № 0068 от 19 августа 1941 года. Место формирования — село Сталинское (ныне Беловодское), Фрунзенская область (сейчас Чуйская) Киргизская ССР. Формирование полка проводил капитан Иван Александрович Мозалёв, выпускник Ташкентского пехотного училища.

## 1941 год
- 25 ноября 1941 г. 1270-й стрелковый полк в составе 385-й стрелковой дивизии прибыл на фронт.
- С 6-го по 10-е декабря В журнале боевых действий 1270-го полка записано, что полк проводил выгрузку

на станции Желобово, сосредотачиваясь в селениях Бычки, Новое и Старое Бокино.
- 12-го декабря 1941 г. 1270-й полк расположился в Ряжске и Нагорном. Здесь подразделения полка получили на вооружение часть пулемётов, миномётов и орудий. Продолжалась боевая подготовка личного состава.
- 19 декабря  385-я дивизия по железной дороге была переброшена в район Подольска.
- 23 декабря заняла позиции во втором эшелоне обороны Москвы на рубеже Подольск - Домодедово в составе 24-й армии.
- 26 декабря 1941 года  дивизия числится в действующей армии.

## 1942 год
- 8 февраля 1942 г. 385 сд получил свой первый боевой приказ — овладеть деревней д. Лощихино, Яковлевка, Сининка Смоленской области
- 14 февраля В результате боев в составе 1270 сп осталось личного состава — 372 человека.
- 22 февраля В результате немецкой контратаки к ночи полностью погибла первая рота 1270 сп, которая обороняла Гореловский.
- с 9 по 22 февраля 1942 г. В результате боёв 1270 сп понёс потери — 369 человек убито, 24 пропало без вести.
- 6 марта в 6.10 двум ротам 1270 сп удаётся ворваться в деревню Лощихино. Бой за овладение деревней ведётся весь день, но, не получив подкрепления и поддержки, закрепившиеся в этом населённом пункте роты, были практически истреблены контратакующими немцами.
- К 14 апреля 1942 г. 1270 сп (372 человека) — 11 стрелков, 42 пулемётчика, 92 артиллериста, 116 миномётчиков, согласно журналу боевых действий 385 сд, был расположен 300—400 м северо-восточнее Прасоловки.
- 23 апреля штурмовые отряды 1270 сп продолжают наступать совместно с танкистами 112-й тбр. Один танк был подбит. Советские бойцы вместе с экипажем танка занимают круговую оборону на северо-западной окраине рощи. Немцы мелкими группами контратакуют в направлении танка.
- С 24 апреля 385 сд принимает полосу обороны от 239-й сд и закрепляется в роще «Сердце».
- В начале мая 1942 года в полках 385-й дивизии из первого набора остались десятки человек.
- В середине мая 1942 г. дивизию вывели на пополнение. После этого под городом Людиново Калужской области 385 сд сходу заняла несколько населённых пунктов — Космачи, Загоревку, Гусевку. Далее в этом районе, дивизия длительное время находились в обороне.

## 1943 год
Наступление в направлении на Людиново.
- В 10 часов 22-го февраля 1943 года части 385-й дивизии со средствами усиления после артиллерийской подготовки, продолжавшейся 2 часа 15 минут, с исходного рубежа на участке Загоричи – Запрудное, на фронте в 3,5 километра начали атаку обороны противника.
- К исходу 23-го февраля 2-й батальон 1270-го полка (командир батальона майор Панцевич) с пятьюдесятью бойцами, поддержанный частью других подразделений, ворвался в первые траншеи противника. На следующую ночь ещё один батальон (неполного состава), введённый в прорыв, расширил его до 800 метров по фронту. Успеху 1270-го полка содействовала активными действиями полковая разведка, в частности, разведвзвод под командованием старшего лейтенанта В. С. Наливкина.
- К 8-му марта 10-я и 16-я армии прекратили наступление и перешли к обороне. На правом фланге наступления подразделения 10-й армии, включая 385-й дивизию, держали фронт длиной около 30 км. – от реки Болвы до деревни Запрудное включительно. В последующие месяцы 1943 года войска, дислоцировавшиеся на этом участке фронта, крупных боевых действий не вели. Шли бои местного значения.
- В августе 1943 года 1270-й полк приготовился к проведению наступательной операции. Она проводилась с целью разгрома Спас-Деменской группировки немецких войск и создания условий для последующего наступления на Рославль. В ходе упорных боёв 385-я дивизия к 15-му августа вышла на рубеж Анновка – Латыши. В боях за деревню Анновка Калужская область 15.08.1943 командир  стрелкового взвода, 1270 сп младший лейтенант Коломиец Алексей Семёнович, повторил подвиг Александра Матросова, закрыв собой амбразуру вражеского дзота, за что был награждён орденом Отечественной войны 2-й степени посмертно. 1270-й полк вёл бои за овладение деревней Кресты в течение 16-го и 17-го августа, но, всё же, вышел на заданный для дивизии рубеж на день раньше других полков.
- 5-го сентября, выйдя к очередному оборонительному рубежу противника, войска Западного фронта остановились.
- 7 - 15 сентября 1943 г. 385-я дивизия наступала непосредственно из Дубровки на юг, в направлении Большая Лутна.
- 16-го сентября 385-я дивизия наступала на левом фланге 10-й армии из района станций  Гобики - Аселье (станция) железной дороги Рославль - Киров (Калужская область).

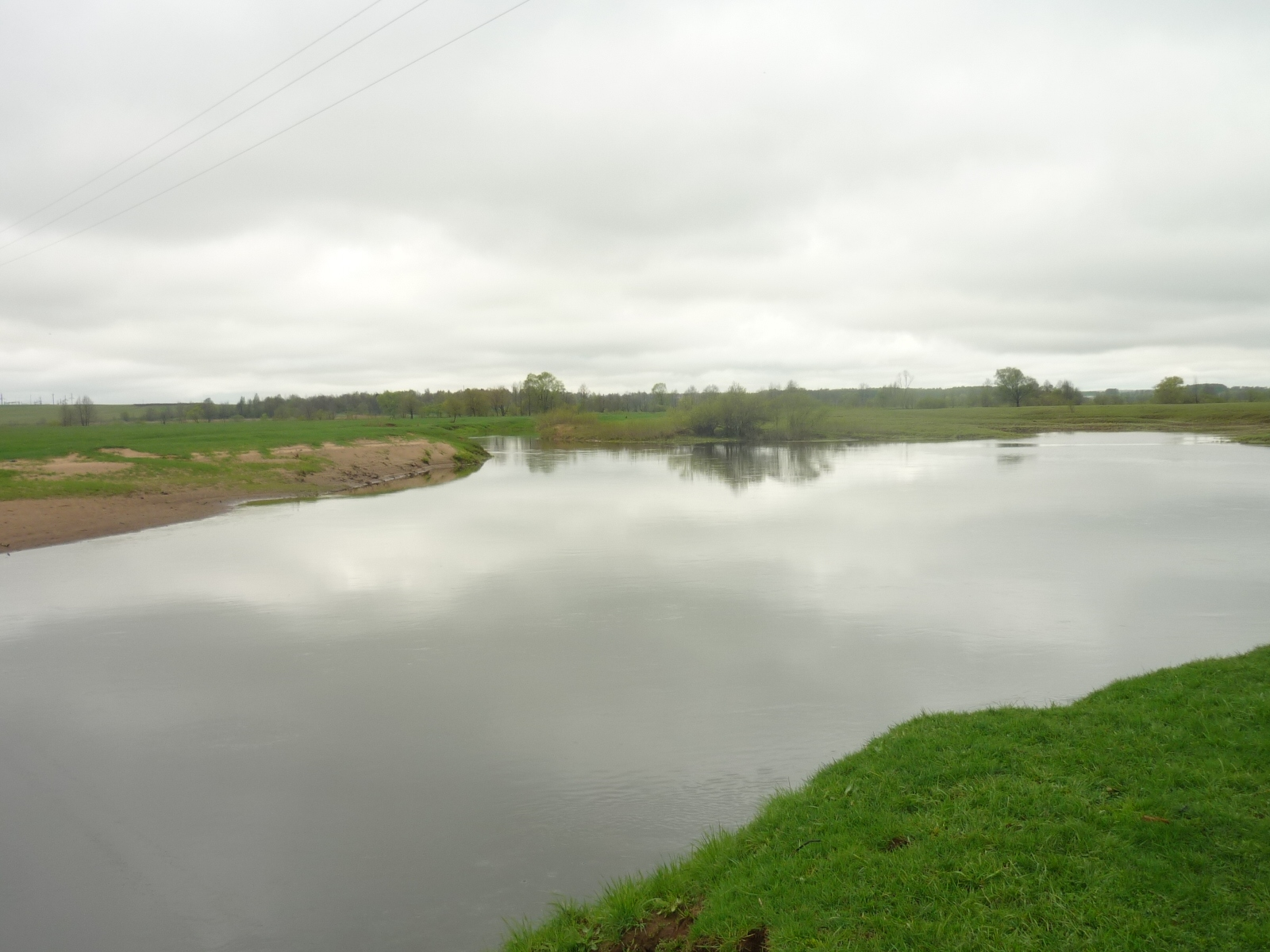
Река Проня

- 20-го сентября 385 сд совместно с 49-й и 64-й  дивизиями перерезали железную дорогу Рославль – Брянск, и продолжала наступление далее на юго-запад, на Ершичи (Смоленская область).
- 25-го сентября Рославль был полностью освобождён.
- Всю ночь с 29-го на 30-е сентября шли упорные бои в районе железнодорожного вокзала и цементного завода города Кричев  наступление вели 369-я и 385-я дивизии. 30-го сентября 1943 года город Кричев  был освобождён от немецко-фашистских захватчиков.
- 02 октября 1943 года 385 сд пыталась форсировать реку Проня, но неудачно. Город Чаусы, железнодорожный мост через Проню и станция были сильно укреплены, линия обороны, которая протянулась по более выгодному с тактической точки зрения берегу, имела хорошо развитую систему пулемётных и артиллерийских точек. По всей линии были замаскированы танки и самоходные артиллерийские установки. В глубине обороны имелся солидный резерв.
- 27-29 ноября 1270-й сп прорвал сильно укреплённый рубеж под деревней Высокое, Могилевской области.
- 25 декабря 1943 г. начинается новое наступление на плацдарм, уже со вводом свежих сил:  сводного полка в составе трёх лыжных батальонов /290-й, 49-й и 330-й сд/, 1270-го и 1266-го стрелковых полков 385-й дивизии, действовавших южнее Прилеповки.
- 26-28 декабря 385-я стрелковая дивизия за четыре дня декабрьских  «боев местного значения» потеряла убитыми и ранеными более 1000 человек.
- 30 декабря  была выведена во второй эшелон на пополнение. Участники сталинградских боев рассказывали, что даже там не было таких тяжёлых боев, как здесь осенью 1943 года.
- Безуспешные попытки прорвать фронт малыми силами с большими потерями продолжались до весны 1944 года

## 1944 год
- Летом 1944 года 1270-й стрелковый полк участвовал в наступлении наших войск на территории Белоруссии.
- 25 июня г.Чаусы был освобождён частями 330-й и 385-й стрелковых дивизий 50-й армии.
- 27 июня под непрерывным обстрелом со стороны противника два десятка смельчаков во главе с командиром стрелковой роты 1270-го стрелкового полка, младшим лейтенантом Жудовым переплыли Днепр у деревни Дашковка Могилёвского района Могилевской области. Группа захвата выполнила боевую задачу: плацдарм был захвачен и удержан до подхода основных сил.
- 28 июня  полк принял участие освобождении г.Могилёв.
- 9 июля в районе деревни Караваево Пуховичского района Минской области  воинами  полка были захвачены в плен  офицеры штаба 27-го армейского корпуса  вместе с   командиром этого корпуса генералом пехоты Паулем Фёлькерсом, именно он шёл во главе колонны пленных немецких солдат и офицеров 17 июля 1944 года на марше немецких военнопленных в Москве[1].
- 13 сентября 1270-й стрелковый полк овладел сильно укреплённым опорным пунктом противника -крепостью Ломжа
- 29 сентября за отличные боевые действия при освобождении города и крепости Ломжа Приказом Верховного Главнокомандующего, 1270-му стрелковому полку присвоено почётное наименование «Ломжинский».
- До конца октября 1944 года длились ожесточённые бои в Польше.

## 1945 год
- В середине января 1945 года перешли в наступление. 385-я стрелковая дивизия наступала в направлении Бишовсбурга с целью овладеть его пригородом и железнодорожной станцией.
- В феврале после форсирования Вислы. Части 385-й стрелковой дивизии шли в северо-западном направлении, в тыл данцигской группировке немцев, пока не наткнулись на мощное огневое сопротивление противника с противоположного берега реки Шварцвассер, притока Вислы.
- С середины февраля 1945 года с боями были заняты Граудзендз (Грауденц), Бублиц, Руммельсбург, Пиритц, Драмбург, Штаргард и многие другие. Вместе с 3-м гвардейским танковым корпусом, захватили города Бытов (Бытув), Берент (Косьцежина),Картхауз (Картузы)  —важные узлы железнодорожных и шоссейных дорог на путях к Данцигу.
- 25 февраля 1945 года вблизи польской деревни Гутти начался бой. Погиб командир стрелковой роты 1270-го стрелкового полка, Герой Советского Союза старший лейтенант Жудов И.Е..
- При  штурме города Картузы отличились многие войны  полка, среди них, рядовой Колодий Михаил Филиппович уничтоживший из своего автомата  засевших в домах двенадцать немецких солдат и погибший смертью  храбрых [2][3].
- 25 марта дивизия заняла пригород Данцига Оливу, находящийся в 3-х километрах к северу от него. А 30 марта над городом и крепостью Гданьск (Данциг)  был поднят национальный флаг Польского государства. Погибшие в этих боях воины полка были похоронены (перезахоронены) на военных кладбищах в районе польской деревни Бояно и города Гданьск.
- После овладения Данцигом полк был переброшен  на Восточный берег реки Одер, в район города Шведт. В этом районе два Одера – Восточный и Западный с поймой между ними в 3 километра,  был  период половодья, вся пойма был залита водой глубиной свыше метра. Образовалась водная преграда шириной в 3,5 километра. Такую водную преграду полк начал форсировать 19 апреля 1945 года, с задачей выйти к Западному Одеру и обеспечить развертывание остальных войск для форсирования Западного Одера. В боях при форсировании  реки Одер  солдаты и офицеры 1270 сп проявили массовый героизм, за что 19 воинов полка были представлены к званию Героя Советского Союза  командир 385-й стрелковой дивизии генерал-майор Супрунов, командир 70-го стрелкового корпуса генерал-лейтенант Терентьев поддержали данное представление,  но командование 49-й армией  не поддержало его, и приказом по 49-й армии они были  награждены орденами Красного Знамени, среди них был  младший сержант Пётр Зотов который одним из первых  поднялся в атаку броском преодолел мост и своим телом закрыл пулемётную точку противника заставив её замолчать, дав ценой своей жизни возможность двигающимся за ним подразделениям захватить немецкий мост. За мужество и отвагу проявленные в этих боях многие солдаты и офицеры полка были награждены орденами и медалями.
- 21 апреля 1945 года в  боях по форсированию  реки Одер в результате прямого попадания вражеского снаряда в  полковой наблюдательный пункт погиб командир 1270 сп полковник А.Ф. Халин и другие находящиеся вместе с ним офицеры и солдаты.
- В конце апреле 1945 в Восточной Пруссии 1270-й стрелковый полк форсировал речку Ниппервизе. В течение одного дня немцы сбили правофланговый батальон, на следующий день - левофланговый. Потери были большими: в ротах оставалось по 30-40 человек. Ночью на лодках, всех уцелевших перевезли на другую сторону реки. Через два дня опять пошли вперед, снова форсировали Ниппервизе, выбили немцев и вышли в район прежних огневых позиций.
- 3 мая в районе Грабова встретились с дозором 82-й воздушно-десантной американской дивизии.
- В июне 385-я дивизия и соответственно входивший в неё 1270-стрелковый полк, по решению правительства были расформированы.

## Командование полка
Командиры
- Мозалев Иван Александрович, капитан, (февраль 1942- март 1942)
- Левин, Григорий Михайлович, капитан, (март 1942- декабрь 1942)
- Морозов, Василий Фёдорович, майор (декабрь 1942- март 1943)
- Назаров Василий Михайлович, майор (март-апрель 1943)
- Стрельников Алексей Яковлевич, подполковник, (апрель 1943 — август 1943)
- Халин Александр Фролович, полковник, (с 28 августа 1943 по 21 апреля 1945)
- Охотин, Родион Артемьевич, полковник, (с апреля 1945- до расформирования полка в июне 1945 года)

Начальники штаба
- Виноградов Василий Владимирович, капитан, майор (1942 — 1943)
- Носов Иван Васильевич, капитан, майор (1943 — 1944)
- Кузнецов, Эфраим Еремеевич, майор (1944 — 1945)

## Награды и почётные наименования
| Награда (наименование) | Дата                  | За что получена |
| ---------------------- | --------------------- | --- |
| «Ломжинский»           | 29 сентября 1944 года | За взятие города-крепости Ломжа (Польша) |
| Орден Красного Знамени | 26 апреля 1945 года   | За образцовое выполнение заданий командования в боях с немецкими захватчиками при овладении городами Лауенбург, Картузы и проявленное при этом доблесть и мужество |

Личный состав 1270-го стрелкового Ломжинского Краснознамённого ордена Суворова полка получил одиннадцать благодарностей в приказах Верховного Главнокомандующего:
- За форсирование реки Сож и овладением города Кричев — важным опорным пунктом и железнодорожным узлом противника на могилевском направлении. 30 сентября 1943 года № 28
- За форсирование реки Днепр и за освобождение крупного областного центра Белоруссии города Могилев — оперативно важного узла обороны немцев на минском направлении, а также за овладение городами Шклов и Быхов. 28 июня 1944 года № 122
- За участие в боях по освобождению городом и крепостью Осовец — мощного укреплённого района обороны немцев на реке Бобр, прикрывающего подступы к границам Восточной Пруссии. 14 августа 1944 года № 166
- За освобождение города и крепости Ломжа — важного опорного пункта обороны немцев на реке Нарев. 13 сентября 1944 года № 186
- За овладение городом Черск — важным узлом коммуникаций и сильным опорным пунктом обороны немцев в северо-западной части Польши. 21 февраля 1945 года. № 283
- За овладение городом  Косьцежина (Берент) — важными узлами железных и шоссейных дорог и сильными опорными пунктами обороны немцев на путях к Данцигу. 8 марта 1945 года. № 296
- За овладение важным узлом железных и шоссейных дорог — городом Картузы (Картхауз). 10 марта 1945 года. № 298
- За овладение городом и крепостью Гданьск (Данциг) — важнейшим портом и первоклассной военно-морской базой немцев на Балтийском море. 30 марта 1945 года. № 319.
- За овладение городами  Фюрстенберг и Гранзее — важными узлами дорог в северо-западной части Померании и в Мекленбурге. 30 апреля 1945 года. № 352
- За овладение городом   Везенберг — важным узлом дорог и сильным опорным пунктом обороны немцев. 1 мая 1945 года. № 354
- За овладение городом Виттенберге и за соединение на линии Висмар — Виттенберге с союзными нам английскими войсками. 3 мая 1945 года. № 360

## Отличившиеся воины полка
| Награда | Ф. И. О.                     | Должность                                          | Звание            | Дата награждения      | Примечания |
| ------- | ---------------------------- | -------------------------------------------------- | ----------------- | --------------------- | --- |
|         | Жудов, Иван Егорович         | Командир стрелкового взвода, позже стрелковой роты | Младший лейтенант | 24.03.1945            | Звание Героя Советского Союза получил за форсирование р. Днепр. 26.02.1945 погиб в боях за освобождение Польши.                                                                                         |
|         | Гончаров, Алексей Савельевич | Пулемётчик                                         | Красноармеец      | 07.06.1942            | Представлялся к званию Героя Советского Союза, но награждён орденом Ленина. Умер от ран 17.07.1942. |
|         | Зотов, Пётр Николаевич       | Командир стрелкового отделения                     | Младший сержант   | 10.06.1945            | 19.04.1945 в боях при форсировании реки Одер у города Шведт погиб закрыв своим телом вражескую амбразуру. Представлен посмертно к званию Героя Советского Союза, но награждён орденом Красного Знамени. |
|         | Коломиец, Алексей Семёнович  | Командир стрелкового взвода                        | Младший лейтенант | 18.09.1943            | 15.08.1943 в бою за деревню Анновка (Калужская область) погиб закрыв своим телом вражескую амбразуру.                                                                                                   |
|         | Кузнецов, Эфраим Еремеевич   | Начальник штаба полка                              | Майор             | 03.08.1944 21.05.1945 | Дважды за разные подвиги представлялся к званию Героя Советского Союза, но награждался орденами Красного Знамени.                                                                                       |

Примечания: